# Simone Silva
Pour les articles homonymes, voir Silva.
Simone Silva (de son vrai nom Simone de Bouillard) est une actrice britannique née au Caire (Égypte) le 15 août 1928 de parents franco-italiens et morte le 30 novembre 1957 à Mayfair (Royaume-Uni) d'un accident vasculaire cérébral.

## Biographie
Après avoir épousé James Silver, un citoyen britannique, en 1946, elle s'installe en Angleterre où elle commence une carrière de modèle et d'actrice. Après quelques apparitions dans des films français, l'essentiel de ses débuts au cinéma se passe en Angleterre. Après des petits rôles, souvent de figuration ou non crédités, elle se fait remarquer pour son apparition dans Lady Godiva Rides Again en 1951, a un rôle relativement important dans Escape by Night en 1953 et décroche un rôle principal dans Third Party Risk en 1953, où elle partage l'affiche avec Lloyd Bridges.
Présente au Festival de Cannes 1954, elle y est élue Miss Festival mais provoque un scandale lorsqu'elle enlève son soutien-gorge lors d'une séance de photos sur la plage avec Robert Mitchum. Les photos où on voit Simone Silva cachant ses seins de ses mains aux côtés de Robert Mitchum provoquent des menaces de départ de la part de la délégation américaine et son renvoi de Cannes.
Elle part alors pour les États-Unis pour faire carrière, mais est pendant plusieurs mois confrontée à des difficultés pour obtenir un permis de travail qui lui est finalement définitivement refusé en 1955. Elle retourne alors en Angleterre où elle n'obtient que quelques petits rôles au cinéma et à la télévision avant de mourir d'une attaque le 30 novembre 1957. Les amis de l'actrice lient son décès à l'extrême faiblesse provoquée par un régime qu'elle s'imposait pour maigrir, ce qui a peut-être accrédité la thèse d'un suicide.

## Filmographie
- 1950 : Le Tampon du capiston : Simone Sylva
- 1951 : Boniface somnambule : Louise (non créditée)
- 1951 : Lady Godiva Rides Again : participante à un concours de beauté (non créditée)
- 1952 : Secret People : figurante non créditée
- 1952 : Song of Paris : la jeune femme à la fleur (non créditée)
- 1953 : Desperate Moment : Mink, l'amie de Valentin
- 1953 : South of Algiers : Zara
- 1953 : Turn the Key Softly : Marie (non créditée)
- 1953 : Street of Shadows : Angele Abbe
- 1953 : Escape by Night : Rosetta Mantania
- 1954 : The Weak and the Wicked : Tina
- 1954 : Duel dans la jungle de George Marshall : la rousse (non confirmée, non créditée)
- 1954 : Third Party Risk : Mitzi Molnaur
- 1956 : The Gelignite Gang : Simone, la chanteuse du night-club
- 1957 : The Gay Cavalier : Clo (épisode The Little Cavalier)
- 1957 : The Gay Cavalier : Clo (épisode Angel Unawares)